# Zar-Eiche

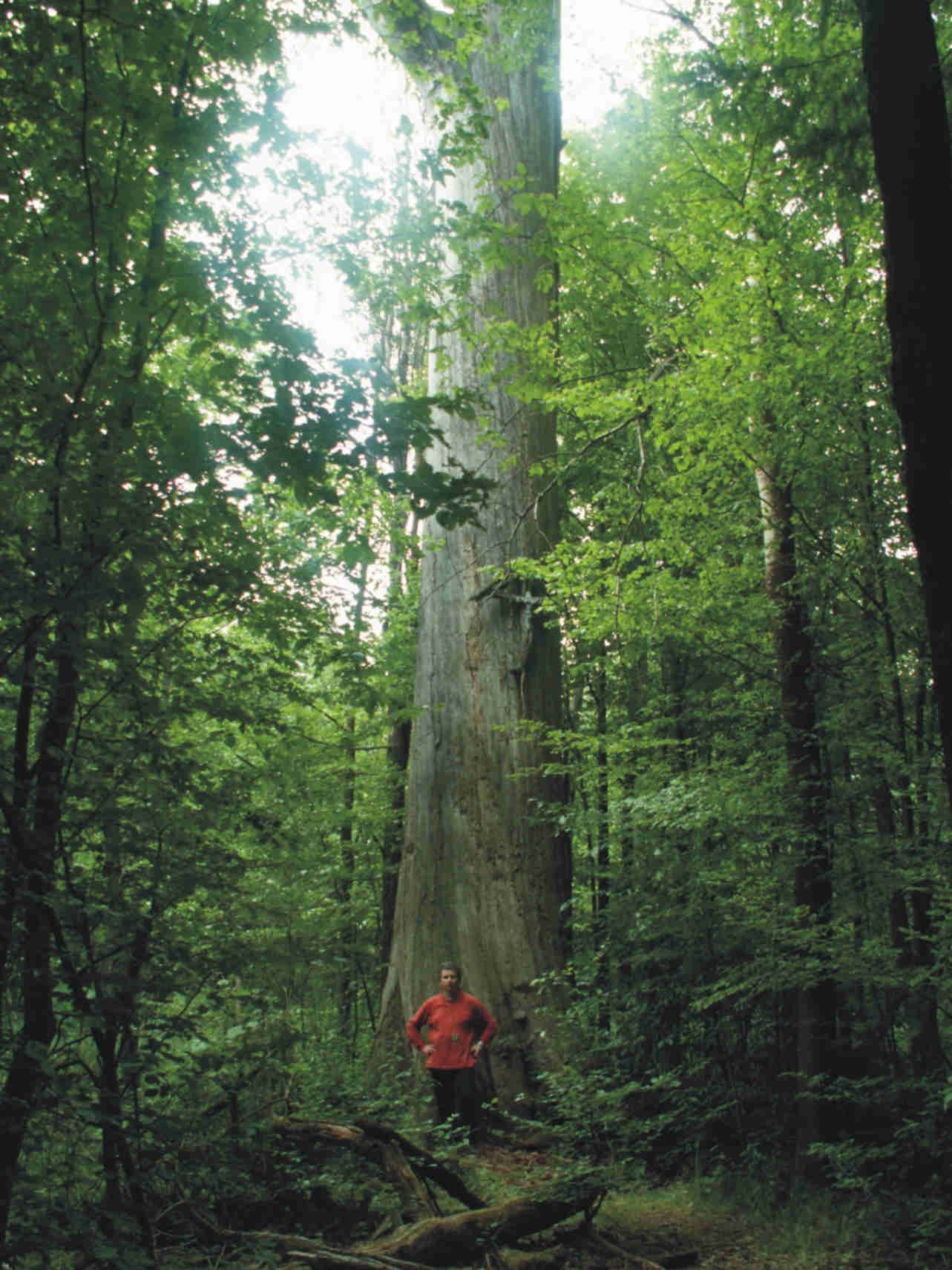
Stamm der Zar-Eiche

Die Zar-Eiche (polnisch: Dąb Car)  war einer der mächtigsten Bäume im polnischen Białowieża-Urwald.
Der Standort dieser Eiche befindet sich im Sektor 513 des Nationalparks, etwa vier Kilometer östlich der Waldarbeitersiedlung Łozice.

Der Baum erreichte eine Höhe von 41 m. Der Umfang betrug in einer Höhe von 130 cm von der Basis 640 cm. Das Volumen des Baumes wurde auf 75 m³ geschätzt. Die Eiche starb 1984 ab. Seitdem steht sie tot am Talufer des Flusses Leśna Prawa. Heute ist der Stamm gänzlich ohne Rinde, einige Äste sind abgebrochen und liegen an der Stammbasis.
Das Alter dieser Eiche wurde auf 450 bis 500 Jahre geschätzt.